# Bruno Varriano
Bruno Varriano, O.F.M. (* 25. září 1971, Anápolis) je brazilský katolický kněz a řeholník, který působí v Latinském jeruzalémském patriarchátu jako vikář pro Izrael. Na kněze byl vysvěcen v roce 1997 pro arcidiecézi Campobasso-Boiano, následně vstoupil do františkánské Kustodie Svaté země, roku 2003 složil slavné sliby.
Papež František jej dne 9. ledna 2024 jmenoval titulárním biskupem astigijským a pomocným biskupem v latinském patriarchátu jeruzalémském. Biskupské svěcení přijal v sobotu 16. března 2024 v centru Filoxenia v kyperské Nikosii. Jde o prvníko latinského biskupa na Kypru po 340 letech. 